# Roman Wiktjuk

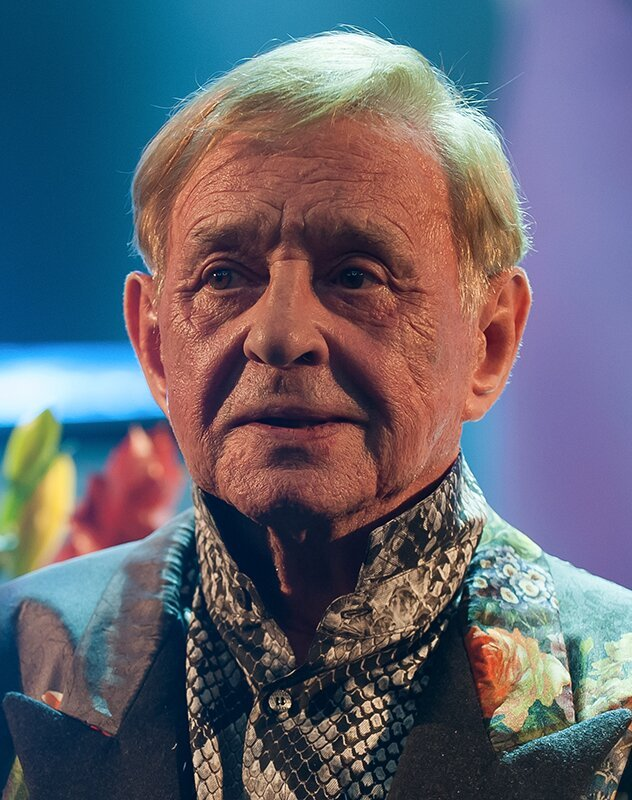
Roman Wiktjuk

Roman Hryhorowytsch Wiktjuk (ukrainisch Роман Григорович Віктюк, russisch Роман Григорьевич Виктюк /Roman Grigorjewitsch Wiktjuk, englische Transkription Roman Viktyuk; * 28. Oktober 1936 in Lwów, Polen, heute Lwiw, Ukraine; † 17. November 2020 in Moskau, Russland) war ein ukrainisch-russischer Theaterregisseur, Schauspieler und Drehbuchautor.

## Leben
1956 schloss Wiktjuk sein Studium am Staatlichen Institut für Theaterkunst in Moskau ab und war anschließend an Theatern in Lwiw, Kalinin, Tallinn, Vilnius, Minsk, Kiew und Moskau tätig. Ab Mitte der 1970er Jahre begann er in Moskau mit der Inszenierung von Theaterstücken. 1991 gründete er in Moskau ein nach ihm benanntes, privates Theater und wurde dessen künstlerischer Leiter und Direktor. Er war zudem Professor an der Russischen Akademie für Theaterkunst in Moskau.
Roman Wiktjuk starb am 17. November 2020, nachdem er am 27. Oktober mit einer SARS-CoV-2-Infektion hospitalisiert worden war.

## Ehrungen
- 1993 „Kiewer Pektorale“-Preis für Theaterkunst in der Ukraine
- 2003 Verdienter Künstler Russlands[1]
- 2006 Volkskünstler der Ukraine[1]
- 2009 Volkskünstler Russlands[1]